# Chandel
Chandel è un villaggio dell'India di 698 abitanti, capoluogo del distretto di Chandel, nello stato federato del Manipur. 

## Geografia fisica
La città è situata a 24° 14' 59 N e 94° 04' 09 E.

## Società

### Evoluzione demografica
Nei primi anni 2000 la popolazione di Chandel era ripartita tra i villaggi di Chandel Christian (517 abitanti, di cui 228 uomini e 289 donne), Chandel Khulbul (67 abitanti, di cui 27 uomini e 40 donne) e Chandel Khullen (114 abitanti, di cui 58 uomini e 56 donne), per un totale di 698 abitanti (313 uomini e 385 donne).